# Parque Genovés
Parque Genovés är en park i Spanien.   Den ligger i regionen Andalusien, i den sydvästra delen av landet, 500 km sydväst om huvudstaden Madrid. Parque Genovés ligger 14 meter över havet.
Terrängen runt Parque Genovés är platt. Runt Parque Genovés är det mycket tätbefolkat, med 4 039 invånare per kvadratkilometer. Närmaste större samhälle är Cádiz, 1,1 km sydost om Parque Genovés. 